# Mycerobas affinis
Mycerobas affinis é uma espécie de ave da família Fringillidae.
Pode ser encontrada nos seguintes países: Butão, China, Índia, Myanmar, Nepal, Paquistão e Tailândia.
O seu habitat natural é: florestas boreais.